# Eupithecia molestissima
Eupithecia molestissima là một loài bướm đêm trong họ Geometridae.